# James Gibbs
James Gibbs (Aberdeen, 23 dicembre 1682 – Londra, 5 agosto 1754) è stato un architetto e teorico dell'architettura scozzese.

## Biografia
James Gibbs nacque il 23 dicembre 1682 a Fittysmire, nei pressi di Aberdeen (Scozia), dal mercante Patrick Gibbs e da Ann Gordon. La sua formazione iniziale avvenne nell'ambito dell'Aberdeen Grammar School e dell'Marischal College, e proseguì nei Paesi Bassi, dove Gibbs si era trasferito nel 1700 dopo la morte dei genitori. In seguito viaggiò molto e si recò nelle Fiandre, in Francia, in Svizzera e Germania, spingendosi sino a Roma, dove studiò architettura con Carlo Fontana e prospettiva con l'accademico di San Luca Pietro Francesco Garroli.
Dopo un'affrettata sosta in Irlanda Gibbs si stabilì a Londra, in seguito all'offerta di John Erskine, del quale ristrutturò la casa a Whitehall. Dopo un crescendo professionale divenne sovrintendente della costruzione di cinquanta nuove chiese a Londra, incarico che gli fu prontamente rimosso in seguito ad alcune complicanze politiche; ciò malgrado egli fece comunque in tempo ad erigere la chiesa di St Mary-le-Strand, costruzione dove si mostrò memore della lezione del barocco romano e che avrebbe poi descritto come «il primo edificio pubblico progettato dopo il mio arrivo dall'Italia».
Nel 1720 Gibbs vinse il concorso per la realizzazione della chiesa londinese di St Martin-in-the-Fields, destinata a diventare il suo edificio più noto. Nonostante le critiche, Gibbs divenne ben presto «l'architetto più in voga» (come ebbe a dire Horace Walpole) e per questo motivo da quel momento in poi gli vennero offerte numerose commissioni: speciale menzione meritano il completamento del King's College, a Cambridge, e la costruzione della Radcliffe Camera a Oxford, una grandiosa biblioteca a pianta centrale con cupola che costituisce il più rilevante dei suoi edifici civili. Gibbs, infine, morì il 5 agosto 1754 nella sua casa a Wimpole Street, a Marylebone (Londra).